# Anthidium gussakovskiji
Anthidium gussakovskiji är en biart som beskrevs av Mavromoustakis 1939. Anthidium gussakovskiji ingår i släktet ullbin, och familjen buksamlarbin. Inga underarter finns listade i Catalogue of Life.